# Record sammarinesi di atletica leggera
I record sammarinesi di atletica leggera rappresentano le migliori prestazioni di atletica leggera stabilite dagli atleti di nazionalità sammarinese e ratificate dalla Federazione Sammarinese Atletica Leggera.

## Outdoor

### Maschili
Statistiche aggiornate al 4 giugno 2023.
| Specialità             | Prestazione      | Atleta                                                                                                   | Data              | Luogo                            | Note |
| ---------------------- | ---------------- | --- | ----------------- | -------------------------------- | ---- |
| 100 m piani            | 10"41 (+1,2 m/s) | Francesco Sansovini                                                                                      | 30 maggio 2023    | Marsa, Malta                     |      |
| 100 m piani            | 10"3(m)          | Gian Nicola Berardi                                                                                      | 28 aprile 2001    | Serravalle, San Marino           |      |
| 200 m piani            | 21"02            | Aldo Canti                                                                                               | 10 luglio 1991    | Atene, Grecia                    |      |
| 400 m piani            | 47"67            | Alessandro Gasperoni                                                                                     | 1º giugno 2023    | Marsa, Malta                     |      |
| 800 m piani            | 1'51"8(m)        | Manlio Molinari                                                                                          | 25 giugno 1997    | Serravalle, San Marino           |      |
| 1 000 m piani          | 2'30"9(m)        | Manlio Molinari                                                                                          | 29 marzo 1989     | Riccione, Italia                 |      |
| 1 500 m piani          | 3'51"30          | Joseph William Guerra                                                                                    | 2 giugno 2018     | Nashville, Stati Uniti d'America |      |
| Miglio                 | 4'23"24          | Joseph William Guerra                                                                                    | 2014              | Stati Uniti d'America            |      |
| 2 000 m piani          | 5'53"7(m)        | Matteo Zafferani                                                                                         | 20 maggio 2000    | San Marino                       |      |
| 3 000 m piani          | 8'29"61          | Joseph William Guerra                                                                                    | 10 febbraio 2018  | Cleveland, Stati Uniti d'America |      |
| 5 000 m piani          | 14'43"5(m)       | Gian Luigi Macina                                                                                        | 4 luglio 1996     | Bologna, Italia                  |      |
| 10 000 m piani         | 30'45"4(m)       | Gian Luigi Macina                                                                                        | 12 aprile 1992    | Rubiera, Italia                  |      |
| 10 km (strada)         | 32'36"           | Matteo Felici                                                                                            | 20 novembre 2016  | Santarcangelo di Romagna, Italia |      |
| Mezza maratona         | 1h08'4"          | Gian Luigi Macina                                                                                        | 20 settembre 1988 | Vigarano Mainarda, Italia        |      |
| Maratona               | 2h21'19"         | Gian Luigi Macina                                                                                        | 27 ottobre 1991   | Carpi, Italia                    |      |
| 50 km (strada)         | 6h21'18"         | Daniele Tonti                                                                                            | 25 aprile 2013    | Castelbolognese, Italia          |      |
| 100 km (strada)        | 8h35'56"         | Alberto Zanchi                                                                                           | 22 maggio 2021    | Imola, Italia                    |      |
| 3 000 m siepi          | 9'25"85          | Matteo Zafferani                                                                                         | 8 luglio 1999     | Bologna, Italia                  |      |
| 110 m ostacoli         | 16"52            | Manlio Molinari                                                                                          | 3 giugno 2000     | Modena, Italia                   |      |
| 400 m ostacoli         | 52"12            | Andrea Ercolani Volta                                                                                    | 3 giugno 2023     | Marsa, Malta                     |      |
| Salto in alto          | 2,27 m           | Eugenio Rossi                                                                                            | 28 giugno 2015    | Caprino Veronese, Italia         |      |
| Salto con l'asta       | 4,50 m           | Paolo Maiani                                                                                             | 1º luglio 1989    | Imola, Italia                    |      |
| Salto in lungo         | 7,25 m           | Luca Maccapani                                                                                           | 4 giugno 2009     | Nicosia, Cipro                   |      |
| Salto triplo           | 14,71 m          | Federico Gorrieri                                                                                        | 3 giugno 2003     | Marsa, Malta                     |      |
| Getto del peso         | 13,56 m          | Danilo Ranocchini                                                                                        | 16 giugno 1975    | San Marino                       |      |
| Lancio del disco       | 38,52 m          | Paolo Santagada                                                                                          | 10 luglio 2002    | Ancona, Italia                   |      |
| Lancio del martello    | 38,59 m          | Massimo Meca                                                                                             | 29 giugno 2003    | Mariano del Friuli, Italia       |      |
| Lancio del giavellotto | 73,31 m          | Gabriele Mazza                                                                                           | 26 giugno 2004    | Roma, Italia                     |      |
| Decathlon              | 4 658 punti      | Manuel Maiani                                                                                            | 13-14 maggio 2000 | Schio, Italia                    |      |
| Marcia 10 000 m        | 43'50"50         | Stefano Casali                                                                                           | 5 maggio 1985     | Modena, Italia                   |      |
| Marcia 20 km           | 1h33'55"         | Stefano Casali                                                                                           | 14 aprile 1985    | Ferrara, Italia                  |      |
| Marcia 50 km           | 4h37'12"         | Stefano Casali                                                                                           | 20 marzo 1994     | Pescara, Italia                  |      |
| Staffetta 4×100 m      | 41"04            | Nazionale sammarinese Santos Nicolas Bollini Alessandro Gasperoni Francesco Molinari Francesco Sansovini | 15 aprile 2023    | Serravalle, San Marino           |      |
| Staffetta 4×200 m      | 1'41"87          | Olimpus San Marino Mularoni Andrea Ercolani Volta Carattoni Fagioli                                      | 21 aprile 2012    | Serravalle, San Marino           |      |
| Staffetta 4×400 m      | 3'17"44          | Nazionale sammarinese Dominique Canti Manlio Molinari Marco Tamagnini Aldo Canti                         | 25 maggio 1991    | Andorra                          |      |
| Staffetta 4×1500 m     | 17'44"           | Olimpus San Marino Gian Luigi Macina Matteo Zafferani Mancini Maiani                                     | 21 aprile 1996    | Fidenza, Italia                  |      |

### Femminili
Statistiche aggiornate al 03 agosto 2024.
| Specialità             | Prestazione | Atleta                                                                              | Data              | Luogo                            | Note        |         |
| ---------------------- | --- | ----------------------------------------------------------------------------------- | ----------------- | -------------------------------- | ----------- | ------- |
| 100 m piani            | 11"54 (+1,2 m/s) | Alessandra Gasparelli                                                               | 2 agosto 2024     | Parigi, Francia                  |             |         |
| 200 m piani            | 24"30 (+0,2 m/s) | Alessandra Gasparelli                                                               | 22 giugno 2023    | Chorzów, Polonia                 |             |         |
| 400 m piani            | 58"80 | Beatrice Berti                                                                      | 26 maggio 2018    | Forlì, Italia                    |             |         |
| 800 m piani            | 2'06"54 | Elisa Vagnini                                                                       | 5 giugno 1998     | Milano, Italia                   |             |         |
| 1 000 m piani          | 3'15"9(m) | Roberta Ranocchini                                                                  | 1973              | Ravenna, Italia                  |             |         |
| 1 500 m piani          | 4'20"27 | Elisa Vagnini                                                                       | 9 luglio 1998     | Roma, Italia                     |             |         |
| 2 000 m piani          | 7'41"30 | Monica Randi                                                                        | 21 aprile 2012    | San Marino                       |             |         |
| 3 000 m piani          | 9'18"65 | Elisa Vagnini                                                                       | 26 settembre 1999 | Modena, Italia                   |             |         |
| 5 000 m piani          | 16'50"34 | Elisa Vagnini                                                                       | 18 settembre 1999 | Bressanone, Italia               |             |         |
| 10 000 m piani         | 38'33"51 | Stefania Casadei                                                                    | 26 aprile 2003    | San Marino                       |             |         |
| 10 km (strada)         | 40'28" | Monica Randi                                                                        | 18 novembre 2012  | Santarcangelo di Romagna, Italia |             |         |
| Mezza maratona         | 1h25'27" | Monica Randi                                                                        | 7 marzo 1999      | Ravenna, Italia                  |             |         |
| Maratona               | 2h57'52" | Stefania Casadei                                                                    | 23 novembre 2003  | Firenze, Italia                  |             |         |
| 50 km (strada)         | 4h43'04" | Maria Teresa Giardi                                                                 | 25 aprile 2015    | Castelbolognese, Italia          |             |         |
| 100 km (strada)        | 10h34'54" | Maria Teresa Giardi                                                                 | 10 aprile 2016    | Seregno, Italia                  |             |         |
| 100 m ostacoli         | 14"77 | Barbara Rustignoli                                                                  | 6 giugno 2009     | Nicosia, Cipro                   |             |         |
| 400 m ostacoli         | 1'02"03 | Beatrice Berti                                                                      | 8 luglio 2021     | Tallinn, Estonia                 |             |         |
| Salto in alto          | 1,76 m | Giuseppina Grassi                                                                   | 2 giugno 1974     | San Marino                       |             |         |
| Salto con l'asta       | 3,55 m | Martina Muraccini                                                                   | 23 maggio 2021    | Imola, Italia                    |             |         |
| Salto in lungo         | 5,69 m | Barbara Rustignoli                                                                  | 4 giugno 2009     | Nicosia, Cipro                   |             |         |
| Salto triplo           | 11.65 m | Lucia Gualandra                                                                     | 26 aprile 2003    | San Marino                       |             |         |
| Getto del peso         | 10,37 m | Barbara Rustignoli                                                                  | 9 maggio 2009     | Modena, Italia                   |             |         |
| Lancio del disco       | 37,08 m | Sara Andreani                                                                       | 8 luglio 2018     | Imola, Italia                    |             |         |
| Lancio del martello    | 36,72 m | Cristina Zafferani                                                                  | 29 maggio 2004    | Comacchio, Italia                |             |         |
| Lancio del giavellotto | 34,41 m | Eleonora Rossi                                                                      | 3 giugno 2006     | Firenze, Italia                  |             |         |
| Lancio del giavellotto | 35,44 m (vecchio attrezzo) | Lidia Pelliccioni                                                                   | 19 aprile 1976    | Spilamberto, Italia              |             |         |
| Eptathlon              | 4 713 punti | Barbara Rustignoli                                                                  | 9-10 maggio 2009  | Modena, Italia                   |             |         |
| Eptathlon              | \| 100 m hs (v.) \| Alto \| Peso \| 200 m (v.) \| Lungo (v.) \| Giavellotto \| 800 m \| \| ---------------- \| ------ \| ------ \| ---------------- \| ----------------- \| ----------- \| ------- \| \| 15"09 (+0,4 m/s) \| 1,60 m \| 9,66 m \| 26"69 (+1,6 m/s) \| 5,26 m (-0,8 m/s) \| 30,92 m \| 2'27"05 \| |                                                                                     |                   |                                  |             |         |
| Staffetta 4×100 m      | 48"62 | Nazionale sammarinese Emma Corbelli Sofia Bucci Rebecca Guidi Alessandra Gasparelli | 15 aprile 2023    | Serravalle, San Marino           |             |         |
| Staffetta 4×200 m      | 1'54"71 | Olimpus San Marino Biordi Martina Pretelli Martina Muraccini Sara Maroncelli        | 21 aprile 2012    | San Marino                       |             |         |
| Staffetta 4×400 m      | 4'07"20 | Nazionale sammarinese Sofia Bucci Beatrice Berti Giulia Orsi Martina Bollini        | 19 giugno 2021    | Limassol, Cipro                  |             |         |
| 100 m hs (v.)          | Alto | Peso                                                                                | 200 m (v.)        | Lungo (v.)                       | Giavellotto | 800 m   |
| 15"09 (+0,4 m/s)       | 1,60 m | 9,66 m                                                                              | 26"69 (+1,6 m/s)  | 5,26 m (-0,8 m/s)                | 30,92 m     | 2'27"05 |

## Indoor

### Maschili
Statistiche aggiornate al 22 gennaio 2023.
| Specialità        | Prestazione | Atleta                                                                                                   | Data             | Luogo                              | Note |
| ----------------- | ----------- | --- | ---------------- | ---------------------------------- | ---- |
| 60 m piani        | 6"68        | Francesco Sansovini                                                                                      | 21 gennaio 2023  | Ancona, Italia                     |      |
| 200 m piani       | 21"92       | Aldo Canti                                                                                               | 29 febbraio 1992 | Genova, Italia                     |      |
| 400 m piani       | 49"14       | Manlio Molinari                                                                                          | 5 marzo 1988     | Budapest, Ungheria                 |      |
| 800 m piani       | 1'54"6(m)   | Manlio Molinari                                                                                          | 2 febbraio 1987  | Ancona, Italia                     |      |
| 1 000 m piani     | 2'34"35     | Joseph William Guerra                                                                                    | 19 gennaio 2019  | Westerville, Stati Uniti d'America |      |
| 1 500 m piani     | 3'59"05     | Gian Luigi Macina                                                                                        | 25 gennaio 1986  | Ancona, Italia                     |      |
| 3 000 m piani     | 8'39"89     | Joseph William Guerra                                                                                    | 5 gennaio 2018   | Columbus, Stati Uniti d'America    |      |
| 60 m ostacoli     | 9"22        | Manlio Molinari                                                                                          | 20 febbraio 2000 | Ancona, Italia                     |      |
| Salto in alto     | 2,24 m      | Eugenio Rossi                                                                                            | 16 febbraio 2018 | Ancona, Italia                     |      |
| Salto con l'asta  | 3,30 m      | Fabio Canini                                                                                             | 6 gennaio 2001   | Ancona, Italia                     |      |
| Salto con l'asta  | 3,30 m      | Manuel Maiani                                                                                            | 6 gennaio 2001   | Ancona, Italia                     |      |
| Salto in lungo    | 7,23 m      | Luca Maccapani                                                                                           | 25 gennaio 2009  | Ancona, Italia                     |      |
| Salto triplo      | 14,59 m     | Federico Gorrieri                                                                                        | 11 febbraio 2007 | Ancona, Italia                     |      |
| Getto del peso    | 13,00 m     | Paolo Santagada                                                                                          | 26 gennaio 2002  | Ancona, Italia                     |      |
| Marcia 5 km       | 21'54"74    | Stefano Casali                                                                                           | 10 gennaio 1987  | Ancona, Italia                     |      |
| Staffetta 4×200 m | 1'30"72     | Olimpus San Marino Francesco Molinari Andrea Ercolani Volta Francesco Seyngh Maiani Alessandro Gasperoni | 6 marzo 2016     | Ancona, Italia                     |      |

### Femminili
Statistiche aggiornate al 29 gennaio 2023.
| Specialità        | Prestazione | Atleta                                               | Data             | Luogo          | Note |
| ----------------- | ----------- | ---------------------------------------------------- | ---------------- | -------------- | ---- |
| 60 m piani        | 7"46        | Alessandra Gasparelli                                | 29 gennaio 2023  | Ancona, Italia |      |
| 200 m piani       | 25"28       | Martina Pretelli                                     | 8 gennaio 2012   | Ancona, Italia |      |
| 400 m piani       | 59"28       | Beatrice Berti                                       | 30 gennaio 2021  | Padova, Italia |      |
| 800 m piani       | 2'12"58     | Elisa Vagnini                                        | 25 febbraio 2001 | Torino, Italia |      |
| 1 000 m piani     | 2'53"25     | Elisa Vagnini                                        | 27 gennaio 2001  | Ancona, Italia |      |
| 1 500 m piani     | 4'25"92     | Elisa Vagnini                                        | 12 febbraio 2000 | Genova, Italia |      |
| 3 000 m piani     | 9'30"42     | Elisa Vagnini                                        | 13 febbraio 2000 | Genova, Italia |      |
| 60 m ostacoli     | 9"10        | Barbara Rustignoli                                   | 7 febbraio 2009  | Ancona, Italia |      |
| Salto in alto     | 1,73 m      | Giuseppina Grassi                                    | 2 febbraio 1975  | Ancona, Italia |      |
| Salto con l'asta  | 3,60 m      | Martina Muraccini                                    | 7 febbraio 2021  | Modena, Italia |      |
| Salto in lungo    | 5,84 m      | Emma Corbelli                                        | 6 febbraio 2021  | Ancona, Italia |      |
| Salto triplo      | 11,74 m     | Emma Corbelli                                        | 31 gennaio 2021  | Ancona, Italia |      |
| Getto del peso    | 9,63 m      | Rita Laurenco                                        | 21 gennaio 1996  | Ancona, Italia |      |
| Pentathlon        | 3 087 punti | Barbara Rustignoli                                   | 29 gennaio 2006  | Napoli, Italia |      |
| Staffetta 4×200 m | 1'59"37     | Olimpus San Marino Conti Pelliccioni Gualanda Marani | 6 marzo 2016     | Ancona, Italia |      |